# Pont Catinat
Le pont Catinat est un ouvrage situé à Mauves-sur-Huisne, en France.

## Localisation
Le pont est situé dans le département français de l'Orne, sur l'Huisne, au sud du bourg de Mauves-sur-Huisne.

## Architecture
L'ouvrage est inscrit au titre des monuments historiques depuis le 7 décembre 1939.